# Новий Лущевек
Новий Лущевек (пол. Nowy Łuszczewek) — село в Польщі, у гміні Блоне Варшавського-Західного повіту Мазовецького воєводства.
Населення — 96 осіб (2011).
У 1975-1998 роках село належало до Варшавського воєводства.

## Демографія
Демографічна структура станом на 31 березня 2011 року:
|          | Загалом | Допрацездатний вік | Працездатний вік | Постпрацездатний вік |
| -------- | ------- | ------------------ | ---------------- | -------------------- |
| Чоловіки | 46      | 9                  | 28               | 9                    |
| Жінки    | 50      | 8                  | 29               | 13                   |
| Разом    | 96      | 17                 | 57               | 22                   |